# La Malhoure
 La Malhoure  (en bretón Lanvelor) es una población y comuna francesa, situada en la región de Bretaña, departamento de Côtes-d'Armor, en el distrito de Saint-Brieuc y cantón de Lamballe.

## Demografía
| 247 | 238 | 229 | 237 | 266 | 348 |
| Para los censos de 1962 a 1999 la población legal corresponde a la población sin duplicidades (Fuente: INSEE [Consultar]) |     |     |     |     |     |